# Wymieranie

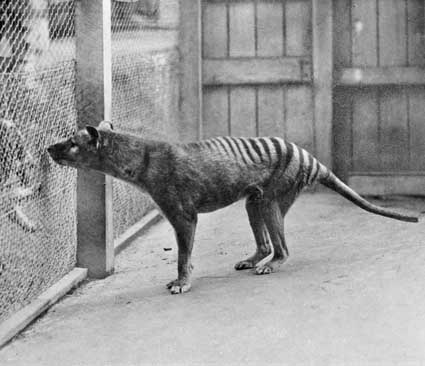
Wilk workowaty występował na Tasmanii i w Australii

Wymieranie, wyginięcie, ekstynkcja – proces zanikania gatunków lub innej grupy taksonomicznej. Najczęściej naturalny proces związany z istnieniem życia na Ziemi i towarzyszący jego istnieniu od samego początku. W skali milionów lat szacuje się tempo wymierania gatunków na zaniknięcie jednego gatunku co rok do pięciu lat. Na wielkość tę ogromny wpływ mają jednak okresowo następujące masowe wymierania. Pomiędzy nimi tempo wymierania jest niewielkie, szacowane na wymarcie jednego gatunku co kilkaset lat. Wpływem cywilizacji ludzkiej tłumaczy się zwiększone tempo wymierania gatunków dokumentowane od kilkudziesięciu tysięcy lat, zwłaszcza w okresie ostatnich kilkuset lat. Współcześnie, według różnych ocen, wymiera od 5 tysięcy do 500 tysięcy gatunków rocznie.

## Przyczyny wyginięć
Istnieją różne przyczyny, które bezpośrednio lub pośrednio mogą doprowadzić do wyginięcia gatunku. Najprościej można tu mówić o niemożności przetrwania lub reprodukcji w danym środowisku naturalnym oraz niemożności przemieszczenia się do nowego, gdzie przetrwanie i rozmnażanie byłoby możliwe. Wymarcie może nastąpić nagle, np. przez toksyczne zanieczyszczenie siedliska lub też stopniowo, kiedy gatunek przegrywa we współzawodnictwie o pokarm z innym, silniejszym i lepiej przystosowanym gatunkiem (z tego powodu co roku wymierają średnio trzy gatunki ptaków). Inne powody wyginięć to m.in.:
- przyczyny genetyczne i demograficzne,
- degradacja siedliska,
- przemieszczenie z siedliska (przez ludzi, katastrofy naturalne, jak powodzie),
- choroby,
- współzawodnictwo,
- zmiany klimatyczne i geologiczne,
- wybicie (myślistwo, kłusownictwo, przełowienie).

Bardzo często zachodzi synergiczne współdziałanie różnych czynników, np. populacja zredukowana przez łowiectwo może łatwiej ulec konkurencyjnemu wyparciu przez inną populację.